# ألان وايت (روائي)
ألان وايت (بالإنجليزية: Alan White)‏ (1924، يوركشاير في المملكة المتحدة)؛ كاتِب، سيناريست، صحفي وروائي بريطاني.

## روابط خارجية
- ألان وايت على موقع IMDb (الإنجليزية)